# Neobulgaria undata
Neobulgaria undata är en svampart som först beskrevs av W.G. Sm., och fick sitt nu gällande namn av Spooner & Y.J. Yao 1995. Neobulgaria undata ingår i släktet Neobulgaria och familjen Helotiaceae.   Inga underarter finns listade i Catalogue of Life.